# Buddhadeb Dasgupta
Buddhadeb Dasgupta (in bengali বুদ্ধদেব দাশগুপ্ত, Buddhadēb Dāśgupta; Anara, 11 febbraio 1944 – Calcutta, 10 giugno 2021) è stato un regista e sceneggiatore indiano.
Ha vinto il Leone d'argento per la miglior regia alla 57ª Mostra internazionale d'arte cinematografica di Venezia con Uttarā.